# Coelachne pulchella
Coelachne pulchella är en gräsart som beskrevs av Robert Brown. Coelachne pulchella ingår i släktet Coelachne, och familjen gräs. Inga underarter finns listade i Catalogue of Life.